# Christian Welp
Christian Ansgar Welp (Delmenhorst, 2 gennaio 1964 – Hood Canal, 1º marzo 2015) è stato un cestista e allenatore di pallacanestro tedesco, professionista nella NBA, in Germania, in Grecia e in Italia.
Stabilitosi a Seattle al termine dell'attività agonistica, è scomparso nel 2015 all'età di 51 anni a seguito di un attacco cardiaco.

## Carriera
Ha iniziato a giocare a basket a 10 anni con il Osnabrück. Nel 1984 gioca nella NCAA, negli USA, con l'Università di Washington.
È stato scelto nel 1987, come numero sedici, dai Philadelphia 76ers. Per le squadre di club, ha giocato con il Bayer Leverkusen, con l'Olimpiakos Pireo, con l'Alba Berlino e con la Viola Reggio Calabria.
Nel 1993 con la Nazionale tedesca di pallacanestro vinse il Campionato Europeo realizzando, con una schiacciata pochi istanti prima della sirena, il canestro del pareggio sul 70-70 e il tiro libero della vittoria concesso per fallo subito sull'azione.

## Palmarès

### Giocatore
- Campionato tedesco: 7

Bayer Leverkusen: 1990-91, 1991-92, 1992-93, 1993-94, 1994-95, 1995-96
Alba Berlino: 1997-98
- Campionato greco: 1

Olympiakos: 1996-97
- Coppa di Germania: 3

Bayer Leverkusen: 1991, 1993, 1995
- Coppa di Grecia: 1

Olympiakos: 1996-97
- Coppa dei Campioni: 1

Olympiakos: 1996-97